# Karolinalök
Karolinalök (Allium carolinianum) är en flerårig växtart i släktet lökar och familjen amaryllisväxter. Den beskrevs av Pierre-Joseph Redouté. Inga underarter finns listade i Catalogue of Life.

## Utbredning
Karolinalöken är vildväxande i Centralasien, från Kazakstan i nordväst till Pakistan i söder och till Mongoliet och Himalaya i öster. Den odlas även som prydnadsväxt i andra delar av världen.